# Nicopolis ad Nestum

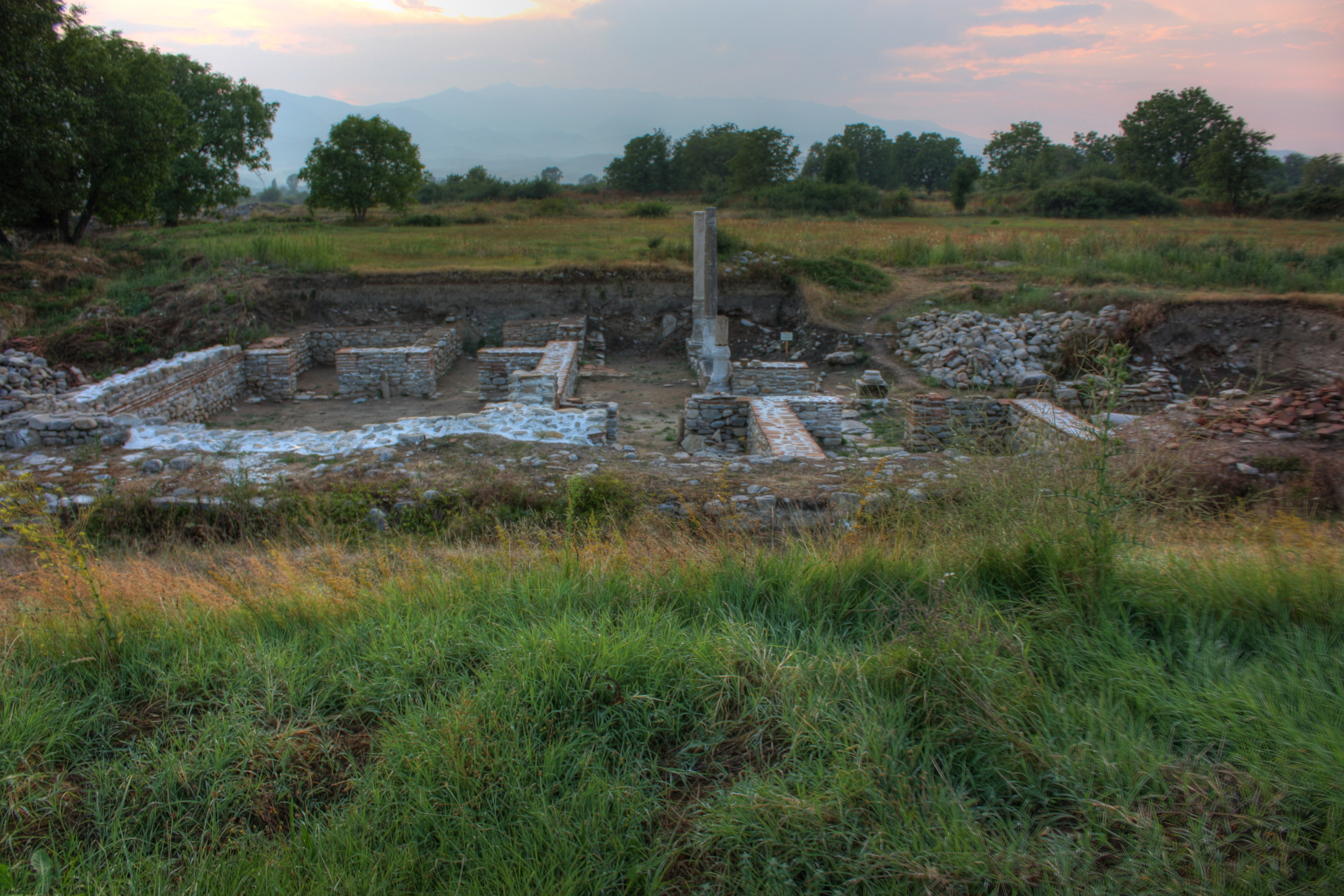
Ruinen von Nicopolis ad Nestum

Nicopolis ad Nestum, Nicopolis ad Mestum  oder auch Nicopolis ad Nessum war eine antike römische Stadt, die heute in der Oblast Blagoewgrad im Südwesten Bulgariens liegt.

## Lage
Die Ruinen von Nicopolis ad Nestum liegen heute bei dem Dorf Garmen (bulgarisch Гърмен) im Gebiet Martschow tschiflik und Chisarlaka, 7 km östlich der Stadt Goze Deltschew.
Die Stadt wurde auf der rechten Uferseite der Mesta (griechisch und in der Antike: Nestos) erbaut. Die ursprüngliche Stadt erstreckte sich über eine Fläche von 25.000–30.000 m². Der Grundriss der Stadt war ein unregelmäßiges Viereck. Nikopolis ad Nestum war auf allen Seiten von hohen Stadtmauern umgeben. Die heute noch als Ruinen erhaltenen Stadtmauern stammen aus dem 4. Jahrhundert n. Chr. Auch von der Stadt sind nur noch Ruinen geblieben. Die meisten Gebäude wurden durch ein Feuer zerstört.
Die Mesta trennt das Piringebirge im Westen von den Westrhodopen im Osten. Nicopolis ad Nestum liegt im Nordosten dieses Beckens im oberen Mestatal zwischen den beiden Gebirgen, etwas näher an den Westrhodopen als am Piringebirge.

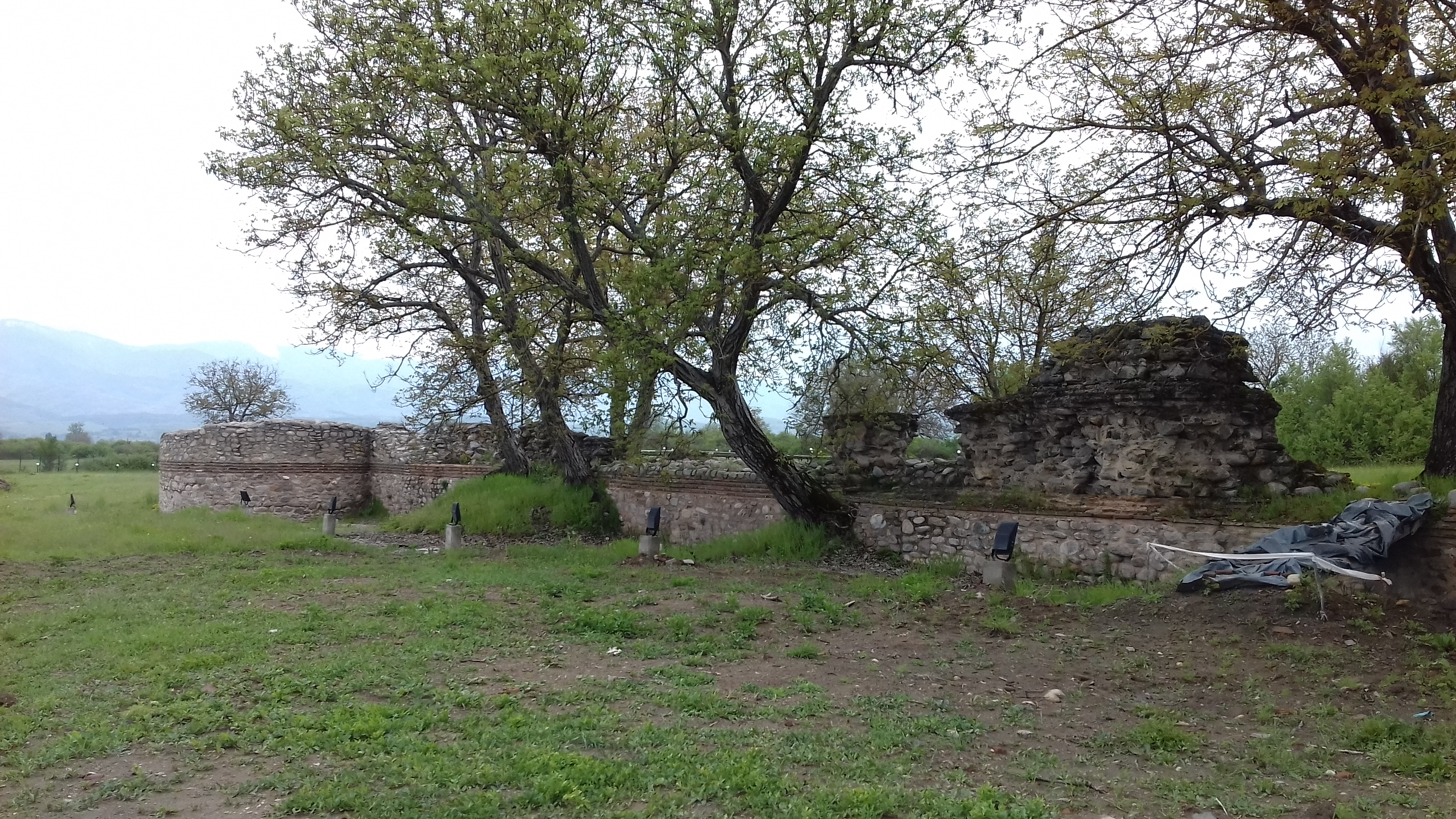
Nicopolis ad Nestum 1

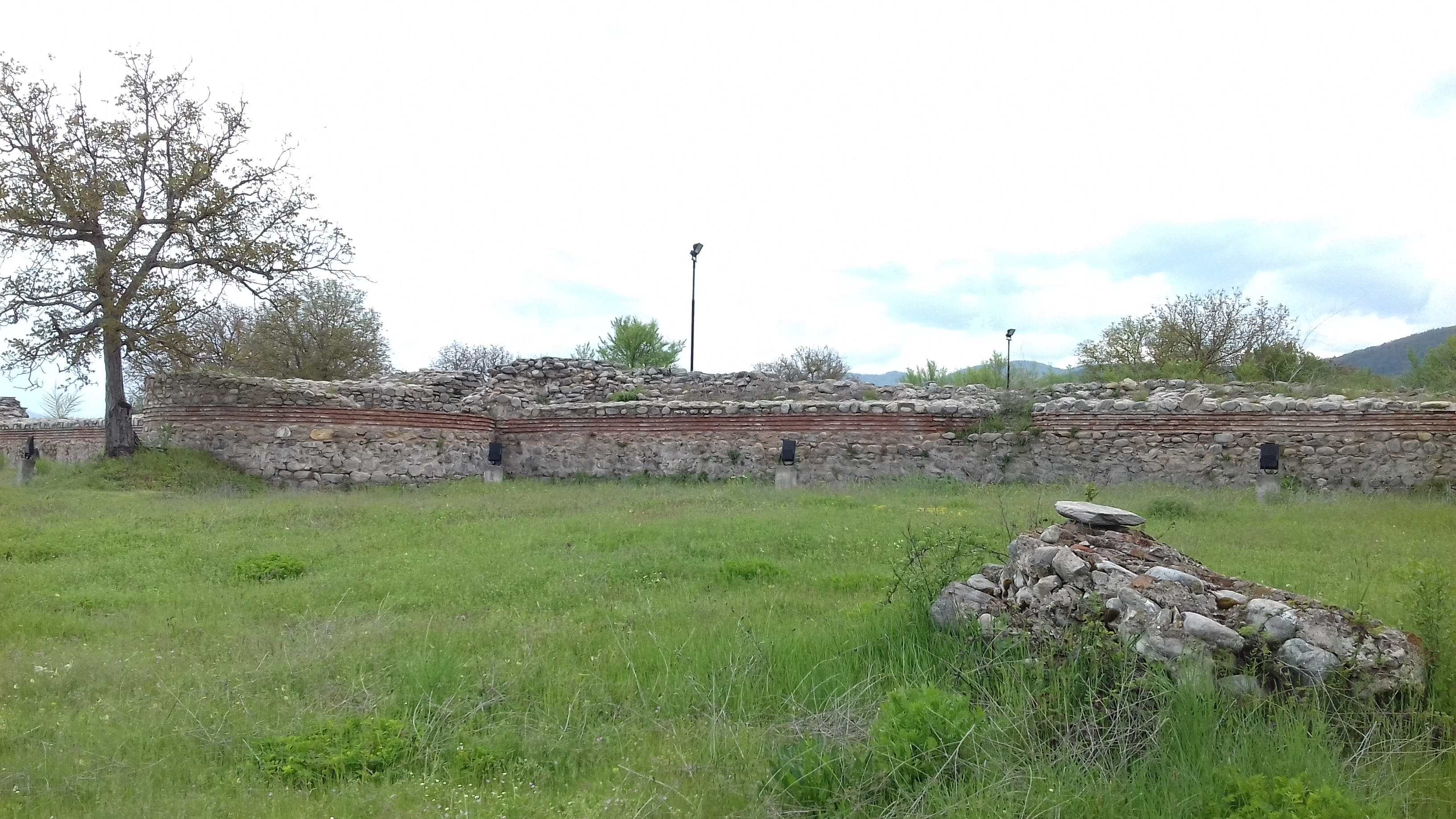
Nicopolis ad Nestum 2

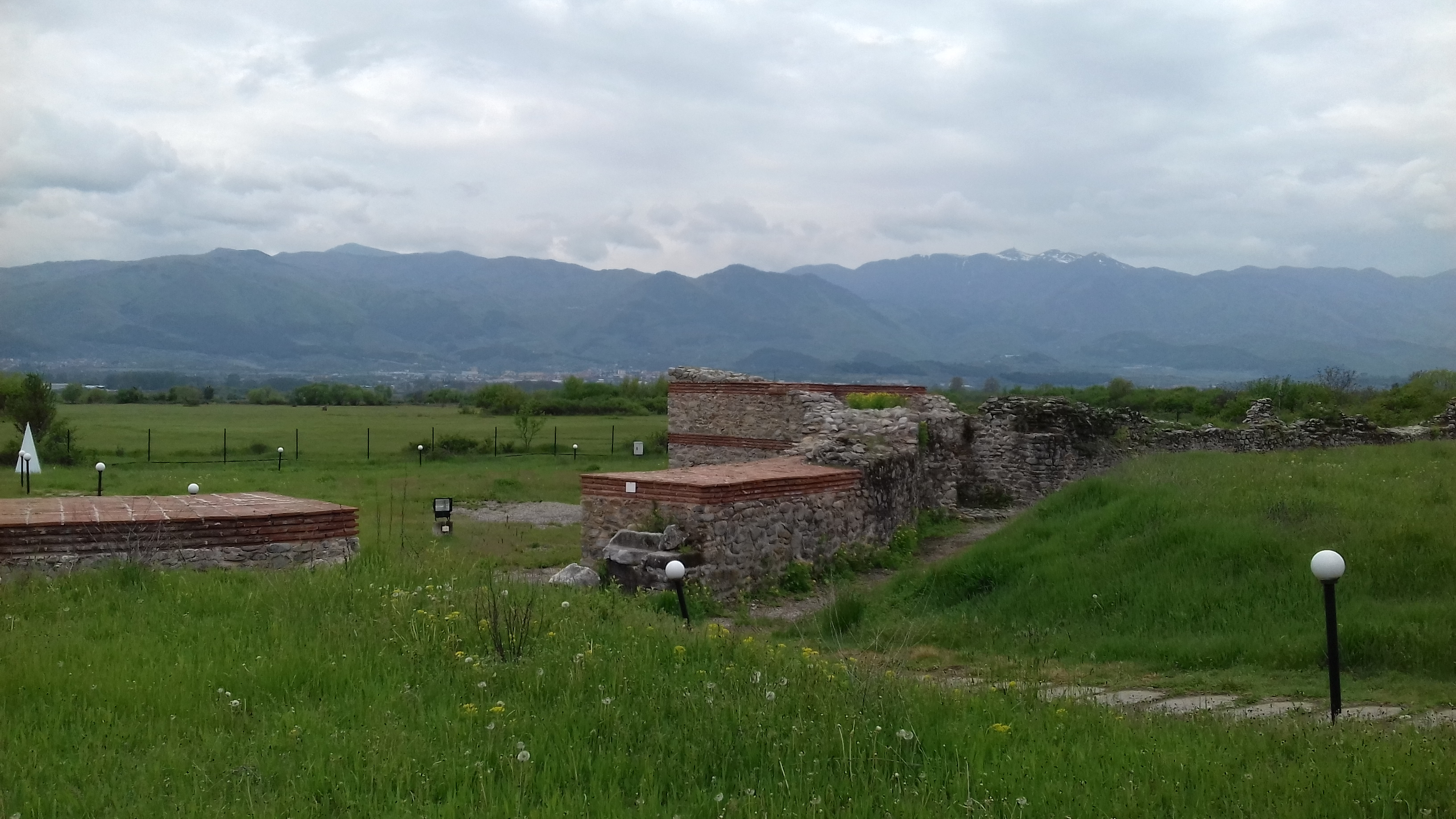
Nicopolis ad Nestum 3

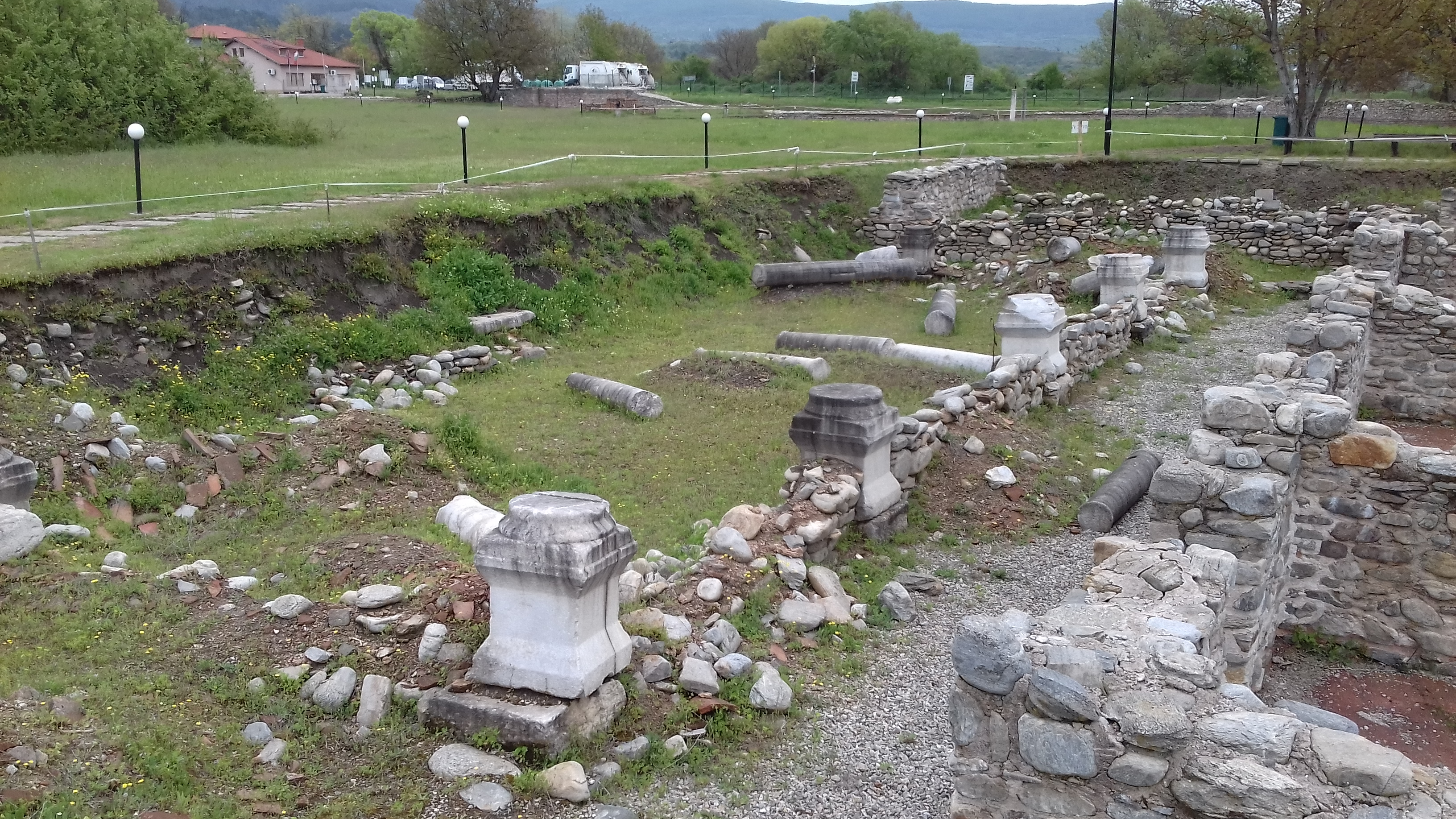
Nicopolis ad Nestum 4

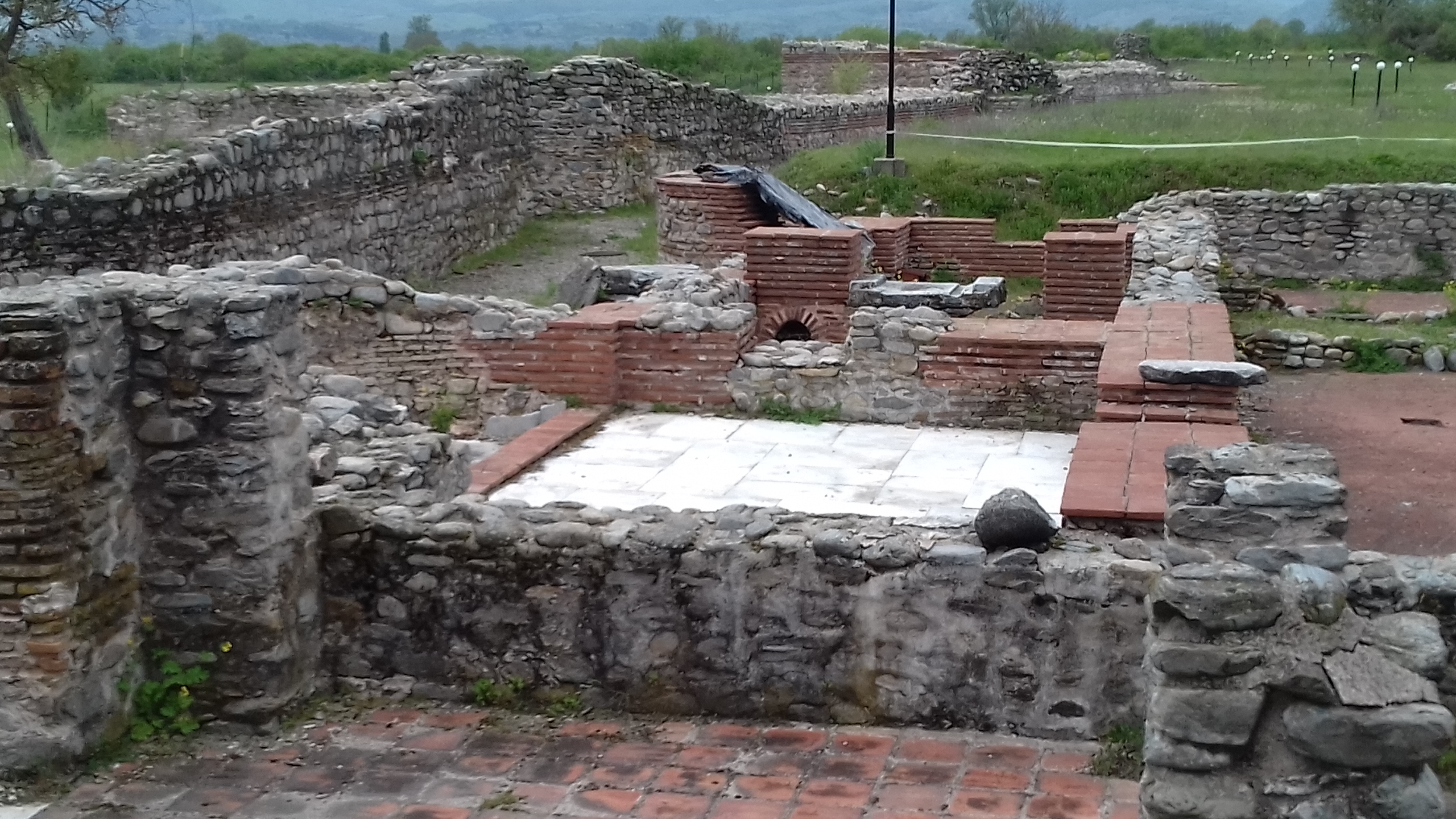
Nicopolis ad Nestum 5

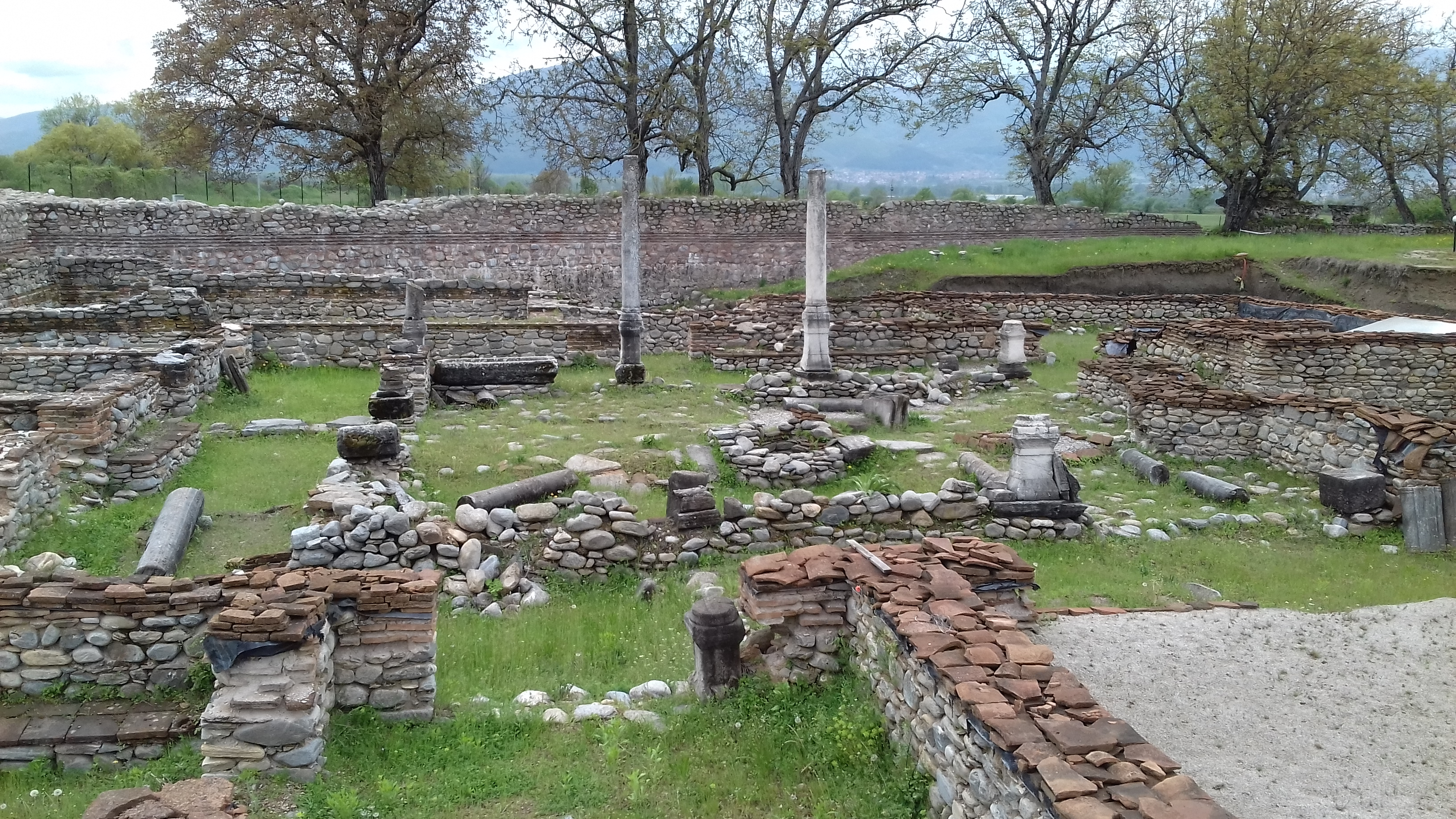
Nicopolis ad Nestum 6

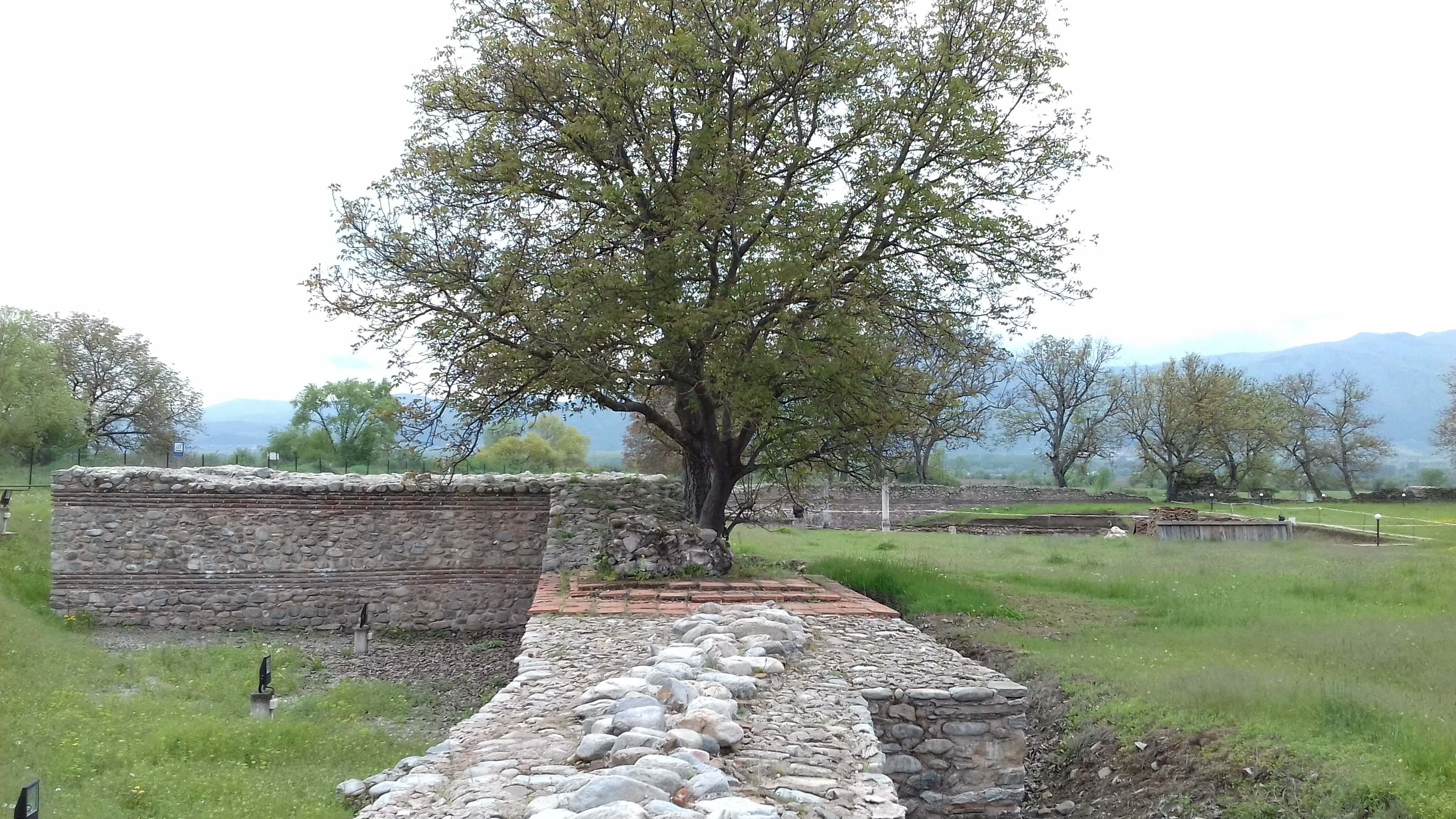
Nicopolis ad Nestum 7

## Geschichte
Nicopolis ad Nestum wurde im Jahr 106 vom römischen Kaiser Trajan (98–117) gegründet, zu Ehren seines Sieges über das Volk der Daker im Zweiten Dakerkrieg (105–106). An der Stelle gab es vorher eine thrakische Siedlung. Der Name der Stadt Nicopolis ad Nestum bedeutet „Stadt des Sieges, gelegen am Nestos“ nach dem Fluss Nestos (bulgarisch Места/Mesta).
Anfang des 2. Jahrhunderts wurden in der römischen Provinz Thracia die Städte Nicopolis ad Nestum, Nicopolis ad Istrum und Marcianopolis gegründet und viele andere Siedlungen erhielten das Stadtrecht, unter anderem Pautalia (heute Kjustendil), Serdica (heute Sofia), Augusta Traiana (heute Stara Sagora), Traianopolis (Traianopolis in Rhodope, 5 km östlich von Alexandroupoli), Plotinopolis (bei Didymoticho) und Hadrianopolis (heute Edirne)
Der römischen Provinz Thracia wurde bereits ab 45 n. Chr. das Tal der Mesta zugeordnet.
Nicopolis ad Nestum war eine von drei befestigten Städten, die Trajan anlässlich dieses Sieges auf der Balkanhalbinsel gründete, zwei davon auf dem Gebiet des heutigen Bulgariens.
Nicopolis ad Nestum hatte eine gute Anbindung an das antike Straßennetz. Die Stadt lag an der Straße, die nach Süden zum Ägäischen Meer führte. Diese Straße endete im Süden in der Stadt Drama an der Via Egnatia. Die Via Egnatia war eine wichtige Römerstraße, die von West nach Ost an der Ägäischen Nordküste verlief und das Gebiet der Adria mit Konstantinopel verband.
Nach Norden führt die Straße von Nicopolis ad Nestum über die Rhodopen und die Oberthrakische Tiefebene nach Philippopolis (heute Plowdiw). Die Lage an der Straße begünstigte das Wachstum von Nicopolis zum wirtschaftlichen, politischen und kulturellen Zentrum während seiner Blütezeit in der Spätantike im 2. bis 6. Jahrhundert. Des Weiteren führte die Rhodopenstraße vom Fluss Struma im Westen kommend über Nicopolis ad Nestum nach Adrianopolis.
Münzfunde und Altarreliefs zeugen von der Verehrung der Götter Zeus, Pluton, Hermes, des Thrakischen Reiters, Asklepios und Hygieia, ebenso des Fluss-Gottes Mesta und der von den Thrakern verehrten Ares und Dionysos.
Ende des 6. Jahrhunderts wurde die Stadt von den Slawen und Awaren zerstört. Im 9. bis 10. Jahrhundert entstand die Stadt erneut unter dem Namen Nicopol, existierte bis ins 13. Jahrhundert und ging während der Kreuzzüge unter. Im Spätmittelalter gab es dort auf einem Teil der ehemaligen Stadt eine bulgarische Siedlung und im Südostteil der befestigten Stadt einen osmanischer Großgrundbesitz (çiftlik). Während der osmanischen Herrschaft wurde die Siedlung einige Kilometer nach Westen verlegt, wobei der Name Nicopolis in der Version Newrokop (bulg. Неврокоп) erhalten blieb. Newrokop ist das heutige Goze Deltschew.
Bei Ausgrabungen wurde eine 280 m lange Stadtmauer freigelegt sowie Fundamente von Verwaltungsgebäuden und Gebäuden mit religiösen Funktionen. Neben der Stadt ist ein Tumulus (Hügelgrab) zu sehen. Die Archäologen haben unter anderem Fragmente von Votivgaben des Thrakischen Reiters gefunden, eine kleine Statue des Gottes Hermes, 95 Goldmünzen und 22 Bronzemünzen vom Ende des 6. Jahrhunderts, einen alten christlichen Grabstein, Gefäße aus Glas und Bronze, Keramik und einen Goldring.
Einige diese Funde sind im historischen Museum von Goze Deltschew ausgestellt. In der Nähe von Nicopolis ad Nestum wurden die Überreste einer Basilika aus der Frühzeit des Christentums (4. Jahrhundert) gefunden. Es wird angenommen, dass die Basilika ebenfalls zur Stadt gehörte. Die Basilika hat Mosaikböden mit geometrischen und Naturmotiven. In dieser sogenannten „Basilika Nr. 1“ gibt es einige Mosaikböden in Opus-sectile-Technik, die hinsichtlich Motivik und Stil sehr stark vom nordgriechisch-makedonischen Raum beeinflusst sind.
Die Überreste der Stadtmauer, die stellenweise bis zu 6 m hoch sind und die Ruinen des Stadtmauerturms und der Wohnhäuser sind heute noch zu besichtigen. Ebenso die Ruinen des öffentlichen Bades (Thermen) im südlichen Teil des Stadtzentrums, erbaut im 3. oder 4. Jahrhundert. Zu erkennen sind die einzelnen Räumlichkeiten des Bades: Umkleideräume (Apodyterion), Warmbecken (Caldarium),  Abkühlraum (Frigidarium) und die Warmluftheizung (Hypokaustum). Die südliche Stadtmauer mit einer Länge von 200 m und dem von zwei quadratischen Türmen bewachten Tor wurden ausführlich archäologisch untersucht. Die beiden Türme standen vor einer weit geöffneten halbrunden Exedra. An der südlichen Stadtmauer wurden weiterhin die Überreste von vier Rundtürmen gefunden.
Im Südostteil des befestigten Stadtgebietes, in unmittelbarer Nähe zu den Stadtmauern, wurde ein repräsentatives Wohngebäude mit Peristyl (Hof mit Säulengang) gefunden. Die Säulen des Peristyls waren ursprünglich Teil eines anderen Gebäudes und sind dann für den Portikus (Säulengang) angepasst worden.
Die Archäologen gruben einen runden Altartisch aus weißem Marmor aus. Er ist nur in Fragmenten erhalten und hatte einen Durchmesser von 1,15 m. Er ist ein repräsentatives  Stück aus der spätantiken Steinbildhauerkunst. Der Tisch zeigt vier Szenen – drei Jagdszenen und eine Szene mit skurrilen Meereswesen – und vier menschliche Köpfe jeweils zwischen den Szenen.

## Münzen
Nicopolis ad Nestum hat nur einmal Münzen geprägt (als "Nicopolis ad Mestum"), zwischen Februar 211 (Tod des Septimius Severus) und Dezember 211 (Ermordung von Geta), mit den Köpfen von Caracalla, Geta und Julia Domna und verschiedenen Rückseitendarstellungen (Tyche, Hygieia, Ares, Nemesis usw.). Münzen anderer Kaiser (z. B. Commodus), die in Katalogen erwähnt werden, sind Fälschungen oder Prägungen anderer Städte (z. B. Nicopolis ad Istrum in Moesien). Alle echten Stücke sind selten. Holger Komnick, Autor der bislang einzigen umfassenden wissenschaftlichen Studie der Münzen dieser Stadt, beschreibt insgesamt 237 Exemplare. In seiner Rezension des Buches  spricht Francis Jarman von einer "grand total of about 300 [known coins]". Abbildungen sind auch in dem bekannten Katalog von Ivan Varbanov zu finden, wobei die Münzbeschreibungen nicht immer richtig sind und die dort angegebenen Seltenheits- und Wertangaben unseriös.

## Titularbistum
Nicopolis ad Nestum gehörte zum Bistum Thracia. Die Stadt war Sitz eines Erzbischofs. Noch heute setzt die römisch-katholische Kirche für das Erzbistum Nicopolis ad Nestum einen Titularbischof ein. Siehe Titularerzbistum Nicopolis ad Nestum.

## Tourismus
Nicopolis ad Nestum ist die einzige antike römische Stadt in den Rhodopen. Sie wurde von Bulgarien zum Archäologie- und Architekturdenkmal der Antike und des Mittelalters erklärt.
2004 wurden im Rahmen des PHARE-Programms für die Förderung der grenzüberschreitenden Zusammenarbeit zwischen Bulgarien und Griechenland ("Förderung von kulturellen, touristischen und humanen Ressourcen in der Grenzregion") EU-Mittel für Ausgrabungen, Restaurierungsarbeiten, Konservierungsarbeiten und Erneuerungsarbeiten an der touristischen Infrastruktur bereitgestellt. Die Arbeiten wurden ab 2006 ausgeführt. Bis zum Abschluss des Tourismusprojekts 2014 wurden 1,17 Millionen Euro investiert.